# Comuna Verbka, Krîjopil
Verbka (în ucraineană Вербка) este o comună în raionul Krîjopil, regiunea Vinnița, Ucraina, formată din satele Dolînka, Șumî și Verbka (reședința).

## Demografie
Componența lingvistică a satului Verbka
     Ucraineană (99,44%)
     Alte limbi (0,56%)
Conform recensământului din 2001, majoritatea populației satului Verbka era vorbitoare de ucraineană (99,44%), existând în minoritate și vorbitori de alte limbi.